# 항원-항체 반응
항원-항체 반응(抗原抗體反應, 영어: antigen-antibody reaction)은 백혈구의 일종인 B 세포에서 생성된 항체와 면역 반응 과정의 항원 사이의 특정한 화학 상호작용이다. 항원-항체 상호작용(抗原抗體相互作用, 영어: antigen-antibody interaction)이라고도 한다. 이것은 몸이 병원균과 그들의 화학적 독성물질 같은 복잡하고 이질적인 분자들로부터 몸을 지키려는 체내의 기초적인 반응이다. 피 속에서, 항원들은 항원항체 복합체를 형성하기 위하여 명확하고 높은 친화력으로 항체들에게 결합한다.
여러 종류의 항체들과 항원들이 있는데, 각각의 항체는 특정한 항원에게만 결합할 수 있다. 그 결합의 특이성은 각각의 항체의 특정한 화학적 구조때문이다. 항원 결정기는 폴리펩타이드 결합의 가변성의 지역에 위치한 항체의 파라토프에 의해서 인지된다. 그 가변성의 지역은 각 항체의 특정한 아미노산 배열인 초가변영역들을 가지고있다. 항원들은 정전기 상호작용, 수소 결합, 반데르발스 힘, 그리고 소수성 상호작용과 같은 약한 비공유결합을 통하여 항체들에게 결합된다.
특이성의 원칙들과 항원항체 상호작용의 교차반응은 진단의 목적을 위한 임상검사실에서 유용하다. 하나의 기본적인 작용은 ABO혈핵형 구분이다. 이것은 HIV, 미생물 그리고 유충과 같은 다른 병원균을 가진 질병의 분자 기술로서 사용된다.

## 구조
항체에서, Fab (fragment, antigen-binding)지역은 면역글로불린 폴리펩타이드의 가볍고 무거운 체인의 아미노말단에서 종료한다. 그 V domain이라고 불리는 지역은 각 항체의 종류와 항원에 대한 결합 친밀감을 결정하는 아미노산 배열에 의하여 구성된다. Variable light chain(VL)과 variable heavy chain (VH)이 혼합된 배열은 세가지 초가변영역(HV1, HV2, HV3)을 창조한다. HV3가 가장 가변적인 지역이다. 그러므로 이 지역들은 항원들이 결합하는 장소인 파라토프이다. 초가변영역들 사이의 나머지 V지역은 구조 지역으로 불린다. 각각의 V 지역은 FR1, FR2, FR3, FR4라는 4개의 구조 영역들을 가지고 있다.

## 성질

### 화학 결합
항체들은 항원들과 약한 화학적 상호작용들을 통하여 결합한다 그리고 결합은 본질적으로 비공유결합이다. 정전기 상호작용, 수소 결합, 반데르발스 힘, 그리고 소수성 상호작용들은 모두 상호작용 지역에 따라서 일어난다고 알려져있다.

### 친화도
높은 결합 친화도를 통한 항원과 항체의 상호작용은 자물쇠와 열쇠와 같다. 동적 평형상태는 결합에 의하여 존재한다. 그 반응에는 예를 들어 가역반응이 있고 이처럼 표현될 수 있다:
{\displaystyle {\ce {[Ab] + [Ag] <=> [AbAg]}}}
([Ab],[Ag])자유상태이든 ([AbAg])속박상태이든 [Ab]는 항체의 집결이고 [Ag]는 항원의 집결이다.
그 평형상태 회합정수는 이 식으로 대표될 수 있다:
{\displaystyle K_{a}={\frac {k_{{\ce {on}}}}{k_{{\ce {off}}}}}={\frac {{\ce {[AbAg]}}}{{\ce {[Ab][Ag]}}}}}
이 식에서 K는 평형상수이다.
상반되게 해리상수는 이 식으로 나타난다:
{\displaystyle K_{d}={\frac {k_{{\ce {off}}}}{k_{{\ce {on}}}}}={\frac {{\ce {[Ab][Ag]}}}{{\ce {[AbAg]}}}}}
ka 와 kd의 비율은 결합 친화도를 설명한다:
{\displaystyle K={\frac {K_{a}}{K_{d}}}={\frac {{\ce {[AbAg]}}}{{\ce {[Ab][Ag]}}}}}
하지만, 그 평형상태는 하나의 에피토프 결합에만 적용 가능하다. 즉, 하나의 항원에 하나의 항체이다. 항체는 본질적으로 두개의 파라토프를 가지고 있고 복잡한 결합이 많은 상황들에서 발생하기 때문에 다중의 결합 평형상태는 요약될 수 있다:
{\displaystyle K_{a}={\frac {k_{{\ce {on}}}}{k_{{\ce {off}}}}}={\frac {{\ce {[AbAg]}}}{{\ce {[Ab][Ag]}}}}={\frac {r}{c(n-r)}}}
평형상태에서 c는 자유로운 배위자의 결합이고 r은 속박된 배위자의 비율을 나타내고 n은 항체 분자당 결합 장소의 최대치 숫자이다.

## 적용
항원-항체 반응은 피의 호환성과 다양한 질병들의 혈청학의 실험을 위한 실험실 기술들에 사용된다. 가장 기본적인 것은 수혈에 유용한 ABO 혈액형정이다. 복잡한 적용들은 효소 결합 면역 흡착 검사법을 포함한다.

## 같이 보기
- 항원-항체 복합체